# San Remo
San Remo (wł. Sanremo, lig. Sanremu) – miasto położone nad Morzem Śródziemnym, w zachodniej części Ligurii, w północno-zachodnich Włoszech. Miejscowość została założona przez starożytnych Rzymian i jest najlepiej znanym ośrodkiem kulturalnym prowincji Imperia, a także najpowszechniejszym celem turystycznym włoskiej Riwiery. Miasto jest gospodarzem takich wydarzeń jak Festiwal Piosenki Włoskiej, wyścig kolarski Mediolan – San Remo czy podzielony na sekcje tańca, teatru i muzyki GEF Festival Mondiale di Creativita nella scuola (The World Festival of Creativity in Schools). Według danych na rok 2016 gminę zamieszkuje 54 867 osób.

## Nazwa
Nazwa miasta jest fonetycznym skrótem od słów San Romolo, które odnoszą się do Romulusa z Genui, tamtejszego biskupa. W języku liguryjskim jego imię pisane jest San Roemu. Same słowa San Remo widniały na wszystkich mapach antycznej Ligurii, starożytnej Republiki Genui, średniowiecznej Italii, Królestwa Sardynii oraz Królestwa Włoch. Oficjalnie nazwa miasta, użyta jako Sanremo, pojawiła się w dokumentach w okresie faszyzmu.

## Gospodarka
San Remo cieszy się sprzyjającymi warunkami pogodowymi ze względu na położenie nad Morzem Śródziemnym oraz obecność morskich Alp na obrzeżu miasta (najwyższy szczyt Monte Bignone, ok. 1300 m n.p.m.). Występuje tu więc klimat ciepły, ze słonecznymi dniami i chłodnymi nocami. Takie warunki sytuują San Remo jako jedno z atrakcyjniejszych miejsc Riviery di Ponte. Miasto organizuje wiele przedsięwzięć oraz imprez okolicznościowych, a także stwarza warunki do uprawiania sportów, zbierając dużą liczbę zainteresowanych turystów. Znajdują się w nim dwa schroniska turystyczne: Porto Vecchio oraz Porto Sole. Wiele butików i lokalnych sklepów znajduje się w centrum miasta. Barwny targ, otwierany we wtorkowe i sobotnie poranki na Piazza Eroi Sanremesi (plac Bohaterów San Remo) przyciąga uwagę nie tylko mieszkańców, ale także turystów.
Charakterystyczny dla miasta budynek Municipal Casino powstał w 1905. W nim odbywają się pokazy tańca oraz sztuk, jest on również jednym z punktów objętych Festiwalem Kreatywności w Szkołach (GEF). Znajdujący się w centrum miasta, niedaleko dworca Piazza Colombo, amfiteatr The Ariston Theatre oferuje serię koncertów muzycznych, występów teatralnych, sztuk oraz oper. Podczas GEF jest on budynkiem, w którym jury ogląda występy Eurotheatre – wybranych grup teatralnych z całej Europy. The Symphony Orchestra jest jedną z dwunastu orkiestr symfonicznych, które grają około 120 koncertów rocznie.
Obok turystyki San Remo znane jest również z produkcji oliwy Extra Vergine, które jest głównym produktem zachodniej Ligurii, w szczególności prowincji Imperia. San Remo znane jest także jako „miasto kwiatów” (la Citta dei Fiori), co ma znaczny wpływ na gospodarkę miasta. Pobliskie miejscowości: Arma di Taggia, Bordighera i Ospedaletti również hodują wiele kwiatów, które trafiają na międzynarodowy rynek San Remo.

## Transport
Miasto połączone jest z Genuą i Ventimiglią, miejscowością graniczną z Francją autostradą A10, której ostatni fragment jest również znana jako Autostrada dei Fiori (Autostrada Kwiatów). Trasa posiada liczne wypoziomowane sekcje wiaduktów i tuneli, dając widok panoramy wybrzeża. Autostrada A10 przebiega przez granicę z Francją, łącząc się z autostradą A8 przez miasta Ventimiglia i Mentonę. Obie trasy tworzą płatną Europejską Autostradę E80. Ważnym połączeniem jest także bezpłatna obwodnica SS1, która łączy San Remo z miejscowością Taggia.
Najbliższym lotniskiem do San Remo jest port lotniczy Nicea-Lazurowe Wybrzeże w Nicei, Francja. Przez miasto przebiega również kolej, która łączy je z innymi miastami Ligurii, jak i Niceą, Rzymem, Mediolanem, Turynem. Kolej położona jest bardzo blisko wybrzeża, w celu ukazania podróżującym panoramy Ligurii.

## Kultura
Co roku (od 1951) w Teatrze Ariston organizowany jest Festiwal Piosenki Włoskiej. Na tym wydarzeniu muzycznym wzorował się Konkurs Piosenki Eurowizji, a piosenka Nel blu dipinto di blu, znana jako Volare, zaśpiewana została przez Domenica Modugno po raz pierwszy w 1958 na tym właśnie festiwalu.
Na jesieni w San Remo organizowany jest konkurs muzyczny Tenco Prize, poświęcony pamięci Luigiego Tenco. Na przełomie stycznia i lutego rusza Parada Kwiatów, podczas której każde z miast włoskiej Riwiery prezentuje oryginalne kwietne kompozycje. W marcu w San Remo spotykają się grupy teatralne, taneczne oraz chóry na międzynarodowym Festiwalu Kreatywności w Szkołach GEF. W budynku amfiteatru Ariston Theater odbywa się przegląd teatrów szkolnych pod nazwą „Eurotheatre”. Patronat nad konkursami tanecznymi oraz chórami obierają również budynek Municipal Casino oraz Palafiori. W marcu odbywa się także wyścig kolarski Mediolan – San Remo.

## Miasta partnerskie
- Atami, Japonia
- Budva, Czarnogóra
- Helsingør, Dania
- Karlskoga, Szwecja